# 芦北町立海路小学校
芦北町立海路小学校（あしきたちょうりつ かいじしょうがっこう）は、熊本県葦北郡芦北町にあった公立小学校。

## 沿革
- 1880年（明治13年） - 大岩小学校海路分教場創立。上原分教場設置。
- 1891年（明治24年） - 吉尾尋常小学校海路分教場となる。
- 1905年（明治38年）- 海路尋常小学校となる。
- 1941年（昭和16年） - 海路国民学校と改称。
- 1947年（昭和22年） - 吉尾村立海路小学校と改称。
- 1955年（昭和30年） - 葦北町立海路小学校と改称。
- 1970年（昭和45年） - 芦北町立海路小学校と改称
- 1991年（平成3年）3月 - 上原分校休校。
- 1994年（平成6年）3月 - 休校
- 2022年（令和4年）3月 - 閉校